# Kalaton, Orivesi Siitama
Kalaton är en sjö i Finland. Den ligger i Orivesi i landskapet Birkaland, i den södra delen av landet, 170 km norr om huvudstaden Helsingfors. Kalaton ligger 145 meter över havet. I omgivningarna runt Kalaton växer i huvudsak blandskog.